# Pantonal
Pantonal és una obra per a orquestra escrita pel compositor català Joan Guinjoan, estrenada l'any 1998. L'obra està dedicada a la seva neta Isabel Guinjoan Cambra i està descrita pel mateix compositor com un divertiment. Va ser estrenada per l'Orquestra de Cadaqués al IV Concurso Internacional de Directores de Orquesta de la mateixa localitat, el dia 23 de juliol de 1998.

## L'obra
Segons Guinjoan, "l'obra és un divertiment per a orquestra que presenta, quant a llenguatge i estructura, unes característiques bastant simples". El títol, Pantonal, fa referència a "un material que teòricament engloba totes les tonalitats d'una manera molt lliure". Pantonal comença amb un acord de dotze notes diferents. La secció de vents es reparteix les notes de forma individual, mentre que la secció de cordes interpreta aquestes notes amb acords en cadascun dels instruments. A banda d'aquests blocs d'acords, amb clara demostració dodecafònica, la composició revela també un "diatonisme fins a arribar al sistema pentatònic".
La mètrica de l'obra és variant durant tota la seva durada, que s'estén fins als dotze minuts, fet que coincideix amb les dotze notes utilitzades per la composició. Els constants canvis de compàs es van succeint durant gran part de la composició. De fet, als primers deu compassos trobem un total de sis canvis de compàs, alternant el primer 4/4 dels dos primers compassos amb un de 3/4 i un de 5/8 a continuació, tot seguit d'una tornada al 3/4.
En paraules de l'autor, "Pantonal té un cert estil cambrístic i un caràcter de dansa evident". També afegeix que incorpora un "material eclèctic on predomina la sensació de politonalitat per aconseguir una coherència a través d'un estil propi".
Així mateix, la dedicatòria a la seva neta Isabel "pot justificar tant el caràcter de dansa, com també l'ambient innocent del motiu central i els dos elements rítmics principals que recorden la tendència minimal".

## Estructura
A nivell formal, l'obra presenta la següent estructura:
- Introducció
- Gran secció central: En aquesta part, s'exposa un motiu repetit mitjançant ampliacions intervàl·liques i diferents textures i instruments.
- Lent: Aquest període enllaça amb el desenvolupament dels elements presents a l'obra.
- Conclusió o coda

## Instrumentació
La disposició dels instruments a la partitura és la següent: 
- Dues flautes
- Dos oboès
- Dos clarinets en Sib
- Dos fagots
- Dues trompes en Fa
- Dues trompetes en Do
- Percussió: S'especifica amb un sol intèrpret, que va canviant d'instruments: 
  - Tres timbals
  - Xilòfon
  - Vibràfon
  - Glockenspiel
  - Triangle
  - Quatre Cloches à Vache
  - Plat
  - Hit-Hat
  - Gong
  - Tam Tam
  - Tambour de Basque
  - Dos toms
  - Caixa Clara

- Secció de corda: Dos violins, viola, violoncel i contrabaix.

## Encàrrec
Aquesta composició va ser encarregada per tal de servir d'obra obligada en el IV Concurs de Direcció d'Orquestra de Cadaqués de l'any 1998.